# Ты, я и он (фильм, 2018)
«Ты, я и он» (англ. You, Me and Him) — романтическая комедия, снятая актрисой и режиссёром Дэйзи Эйткенс.

## Сюжет
Оливия и Алекс — лесбийская пара. Девушки живут вместе и друг друга очень любят. Оливия считает, что ей давно пора стать матерью, ведь годы поджимают. Она отправляется на ЭКО. Разочарованная тем, что её мнение подругу не интересует, Алекс остаётся на вечеринке, где напивается и занимается сексом с давно её напрягающим Джоном и вскоре узнаёт, что беременна. Повеса и весельчак Джон совсем не готов к отцовству, но и оставить будущих мам наедине с проблемами не может.
Сложившаяся ситуация сближает главных героев и становится интереснее с каждым днём.

## В ролях
- Люси Панч
- Фэй Марсей
- Дэвид Теннант
- Сара Пэриш
- Дэвид Уорнер
- Нина Сосанья
- Джемма Джонс
- Салли Филлипс
- Саймон Бёрд
- Питер Дэвисон
- Ингрид Оливер
- Дон Уоррингтон

## Критика
| Оценки критиков | Оценки критиков                                                          |
| Источник        | Оценка                                                                   |
| --------------- | ------------------------------------------------------------------------ |
| Guardian        | 3 из 5 звёзд · 3 из 5 звёзд · 3 из 5 звёзд · 3 из 5 звёзд · 3 из 5 звёзд |
| Times           | 2 из 5 звёзд · 2 из 5 звёзд · 2 из 5 звёзд · 2 из 5 звёзд · 2 из 5 звёзд |